# 마이클 볼튼
마이클 볼튼(Michael Bolton, 1953년 2월 26일~)은 미국의 싱어송라이터이다. 볼튼은 원래 1970년대 중반부터 1980년대 중반까지 하드 록과 헤비 메탈 장르에서 활동했는데, 초기 솔로 음반과 밴드 블랙잭의 프런트맨으로 녹음한 음반 둘 다다. 그는 1980년대 후반에 스타일 변화 후에 녹음된 팝 록 발라드 시리즈로 더 잘 알려지게 되었다.
마이클 볼튼은 7500만장 이상의 음반 판매, 《빌보드》 차트에서 톱 10 음반 8장, 싱글 차트 1위 2장을 기록했고, 아메리칸 뮤직 어워드 6개, 그래미 어워드 2개 등의 수상 경력이 있다.

## 개인 생활
볼튼은 1975년부터 1990년까지 모린 맥과이어와 결혼했다. 그들은 각각 이사, 홀리, 타린 세 딸의 부모들이다. 그는 2010년 10월 딸 타린을 통해 처음으로 할아버지가 되었다. 2019년 2월 현재 손주가 6명인데, 2세부터 8세까지다.
볼튼은 1992년 어덜트 컴템포러리/재즈 색소포니스트 케니 지에 의해 여배우 니콜렛 셰리든을 소개받았다. 볼튼과 셰리든은 1995년까지 데이트를 한 후 2005년 재결합하여 2006년 3월에 약혼을 한 것으로 확인되었으나, 2008년 8월에 약혼을 파기했다.
2013년 1월, 볼튼은 자서전 《The Soul of It All: My Music, My Life》를 출판했다.

## 음반 목록
| - Michael Bolotin (1975) - Everyday of My Life (1976) - Michael Bolton (1983) - Everybody's Crazy (1985) - The Hunger (1987) - Soul Provider (1989) | - Time, Love & Tenderness (1991) - Timeless: The Classics (1992) - The One Thing (1993) - This Is the Time: The Christmas Album (1996) - All That Matters (1997) | - My Secret Passion (1998) - Timeless: The Classics Vol. 2 (1999) - Only a Woman Like You (2002) - Vintage (2003) - 'Til the End of Forever (2005) - Bolton Swings Sinatra (2006) | - One World One Love (2009) - Gems: The Duets Collection / Duette (2011) - Ain't No Mountain High Enough–Tribute to Hitsville (2013) - Songs of Cinema (2017) - A Symphony of Hits (2019) |  |